# Caprella pustulata
Caprella pustulata är en kräftdjursart som beskrevs av Diana R. Laubitz 1970. Caprella pustulata ingår i släktet Caprella och familjen Caprellidae. Inga underarter finns listade i Catalogue of Life.